# Asarum virginicum
Asarum virginicum L. – gatunek rośliny z rodziny kokornakowatych (Aristolochiaceae Juss.). Występuje naturalnie w południowo-wschodnich Stanach Zjednoczonych – na Florydzie, w Karolinie Południowej, Karolinie Północnej, Tennessee, Kentucky, Wirginii, Wirginii Zachodniej oraz Maryland. 

## Morfologia
LiścieMają sercowaty, niemal sercowaty lub niemal nerkowaty kształt.
KwiatyOkwiat ma dzbankowaty lub cylindryczny kształt i dorasta do 0,8–1,5 cm długości oraz 0,6–1,2 cm szerokości. Listki okwiatu są wyprostowane.
Gatunki podobneRoślina jest podobna do gatunku A. arifolium, ale różni się od niego kształtem liści oraz kształt i wielkością kwiatów.

## Biologia i ekologia
Rośnie w lasach iglastych oraz lasach mieszanych zrzucających liście na zimę. Występuje na wysokości do 700 m n.p.m. Kwitnie od kwietnia do czerwca.